# Rubén Yáñez
Orlando Rubén Yáñez Alabart (Blanes, 1993. október 12. –) spanyol labdarúgókapus, a Málaga játékosa.

## Sikerei, díjai
- Real Madrid
  - Bajnokok ligája: 2015–16
  - La Liga: 2016–2017

- Huesca
  - Segunda División: 2019–20